# Liste der Monuments historiques in Saint-Jouan-de-l’Isle
Die Liste der Monuments historiques in Saint-Jouan-de-l’Isle führt die Monuments historiques in der französischen Gemeinde Saint-Jouan-de-l’Isle auf.

## Liste der Objekte
| Bezeichnung                               | Beschreibung                          | Standort                              | Kennzeichnung | Schutzstatus | Datum | Bild |
| ----------------------------------------- | ------------------------------------- | ------------------------------------- | ------------- | ------------ | ----- | ---- |
| Skulptur Unterweisung Mariens             | Holz, farbig gefasst, 18. Jahrhundert | in der Kirche St-Jean-Baptiste (Lage) | PM22001179    | Classé       | 1968  |      |
| Skulptur Heiliger Armagillus von Boschaux | Holz, farbig gefasst, 18. Jahrhundert | in der Kirche St-Jean-Baptiste (Lage) | PM22001177    | Classé       | 1968  |      |
| Skulptur Johannes der Täufer              | Holz, farbig gefasst, 18. Jahrhundert | in der Kirche St-Jean-Baptiste (Lage) | PM22001178    | Classé       | 1968  |      |
| Skulptur einer Dame de la Moussaye        | Grabskulptur; Stein, 14. Jahrhundert  | in der Kirche St-Jean-Baptiste (Lage) | PM22001176    | Classé       | 1956  |      |